# Majara Agrahara, Mulbagal
Majara Agrahara là một làng thuộc tehsil Mulbagal, huyện Kolar, bang Karnataka, Ấn Độ.